# ポール・ケリー (格闘家)
ポール・ケリー（Paul Kelly、1984年12月9日 - ）は、イギリスの男性総合格闘家。イングランド・リヴァプール出身。チーム・カオボン所属。
格闘家になる前は父の経営するケーキ屋で働いていた。

## 来歴
2008年1月19日、地元イギリスで開催されたUFC 80でUFC初出場を果たし、同郷のポール・テイラーに判定勝ちを収め、ファイト・オブ・ザ・ナイトを受賞した。続く10月18日のUFC 89ではマーカス・デイヴィスにギロチンチョークで一本負け。
2009年2月21日、UFC 95でトロイ・マンダロニスに判定勝ち。6月13日、ドイツで行われたUFC 99でローランド・デルガドに判定勝ちを収めた
2010年4月10日、UFC 112でマット・ヴィーチにギロチンチョークで一本勝ち。8月1日、UFC Live: Jones vs. Matyushenkoでジェイコブ・ヴォルクマンに0-3の判定負け。11月20日、UFC 123でTJ・オブライエンと対戦し、マット・ヒューズ・ポジションから肘打ち連打によるTKO勝ちを収めた。
2011年2月5日、UFC 126でドナルド・セラーニと対戦し、チョークスリーパーで一本負け。この試合はファイト・オブ・ザ・ナイトを受賞した。

## 戦績
| 総合格闘技 戦績 | 総合格闘技 戦績 | 総合格闘技 戦績 | 総合格闘技 戦績 | 総合格闘技 戦績 | 総合格闘技 戦績 | 総合格闘技 戦績 |
| --------------- | --------------- | --------------- | --------------- | --------------- | --------------- | --------------- |
| 17 試合         | (T)KO           | 一本            | 判定            | その他          | 引き分け        | 無効試合        |
| 12 勝           | 6               | 3               | 3               | 0               | 0               | 0               |
| 5 敗            | 1               | 2               | 2               | 0               | 0               | 0               |

| 勝敗 | 対戦相手                   | 試合結果                          | 大会名                                             | 開催年月日     |
| ×    | ライアン・ヒーリー         | 5分3R終了 判定0-3                 | Super Fight League 2                               | 2012年4月7日   |
| ×    | ドナルド・セラーニ         | 2R 3:48 チョークスリーパー        | UFC 126: Silva vs. Belfort                         | 2011年2月5日   |
| ○    | TJ・オブライエン           | 2R 3:16 TKO（グラウンドの肘打ち） | UFC 123: Rampage vs. Machida                       | 2010年11月20日 |
| ×    | ジェイコブ・ヴォルクマン   | 5分3R終了 判定0-3                 | UFC Live: Jones vs. Matyushenko                    | 2010年8月1日   |
| ○    | マット・ヴィーチ           | 2R 3:41 ギロチンチョーク          | UFC 112: Invincible                                | 2010年4月10日  |
| ×    | デニス・シヴァー           | 2R 2:53 TKO（スタンドパンチ連打） | UFC 105: Couture vs. Vera                          | 2009年11月14日 |
| ○    | ローランド・デルガド       | 5分3R終了 判定3-0                 | UFC 99: The Comeback                               | 2009年6月13日  |
| ○    | トロイ・マンダロニス       | 5分3R終了 判定3-0                 | UFC 95: Sanchez vs. Stevenson                      | 2009年2月21日  |
| ×    | マーカス・デイヴィス       | 2R 2:16 ギロチンチョーク          | UFC 89: Bisping vs. Leben                          | 2008年10月18日 |
| ○    | ポール・テイラー           | 5分3R終了 判定3-0                 | UFC 80: Rapid Fire                                 | 2008年1月19日  |
| ○    | ジョーダン・ジェームス     | 2R 2:40 TKO（パンチ連打）         | Cage Gladiators 4                                  | 2007年8月5日   |
| ○    | サミ・ベリック             | 1R 1:27 チョークスリーパー        | Cage Warriors: Enter The Rough House 3             | 2007年7月21日  |
| ○    | ソリ・クリチコ             | 1R 1:10 肩固め                    | Clash of Warriors                                  | 2007年7月14日  |
| ○    | ブルース・デイヴィス       | 1R 3:38 TKO（カット）             | HOP 6: The Real Deal 【HOPミドル級タイトルマッチ】 | 2006年7月30日  |
| ○    | ジェームス・ニール         | 1R 3:02 TKO                       | Ultimate Force 1                                   | 2005年11月26日 |
| ○    | ナイジェル・ホイッティアー | 1R 0:54 TKO（パンチ連打）         | FX3: Battle of Britain                             | 2005年10月15日 |
| ○    | イアン・マッカリース       | 1R 1:21 TKO（パンチ連打）         | Cage Warriors: Quest 2                             | 2005年7月29日  |

## 獲得タイトル
- HOPミドル級王座（2006年）

## 表彰
- UFC ファイト・オブ・ザ・ナイト（2回）